# Philip Schulz (Baseballspieler)
Philip Schulz (* 26. März 1994 in Heidenheim) ist ein deutscher Baseballspieler, der bei den Heidenheim Heideköpfen als Infielder spielt. Er gehörte zum Deutschen Aufgebot der Europameisterschaften 2016 und 2019.

## Karriere
Schulz hatte 2010 seinen ersten Einsatz im Bundesliga-Kader der Heidenheim Heideköpfe. Er errang Deutsche Meisterschaften mit den Heidenheim Heideköpfen  2015, 2017, 2019, 2020, 2021 ebenso wie 2019 den Sieg beim CEB Cup.
Mit der Nationalmannschaft nahm er an den Europameisterschaften 2019 im niederländischen Hoofddorp und 2019 in Bonn und Solingen teil.